# RS-421
Pour les articles homonymes, voir Route 421.
La RS 421 est une route locale du Centre-Est du Rio Grande do Sul de l'État du Rio Grande do Sul, qui relie la BR-386, sur le territoire de la municipalité de Forquetinha, au district de Vila Deodoro de la commune de Venâncio Aires. Elle dessert Forquetinha, Canudos do Vale, Sério et Venâncio Aires, et est longue d'environ 50 km. Son état est inégal.